# Saint Nicolas arrêtant le bourreau
Saint Nicolas arrêtant le bourreau (en russe : «Николай Мирликийский избавляет от смерти трёх невинно осуждённых» , traduction littérale Nicolas de Myre sauve de la mort trois condamnés innocents) est un tableau peint par Ilia Répine en 1888.
Le tableau a pour sujet un des épisodes de la vie de saint Nicolas qui, par un geste courageux et fondateur, sauve de la peine capitale trois condamnés innocents. À l'époque de création de cette œuvre, ce sujet lié à une campagne morale de Léon Tolstoï et à la question de l'abolition de la peine de mort, avait une actualité particulière.
La toile est terminée par Répine en 1888, et elle est exposée en 1889 à la 17e exposition de la confrérie des Ambulants. Elle est acquise par l'empereur Alexandre III et sera ensuite conservée dans les collections du musée Russe à Saint-Pétersbourg.

## Création et histoire du tableau
En 1884, Répine reçoit d'un couvent la commande d'une « image » (icône) de saint Nicolas,. L'écrivain et historien Dmytro Yavornytsky rapporte que le peintre lui avait indiqué que cette commande avait été faite par l'higoumène du couvent de Striletcha, situé aux environs de Kharkov, et consacré à saint Nicolas. Il y avait rendu visite à sa cousine, qui était religieuse dans ce couvent. Selon certaines sources, il s'agirait d'une cousine germaine, par son père, dont le nom de famille était Borissova.
Il commence par faire une esquisse au crayon dans le style d'une icône, puis se prend progressivement d'intérêt pour ce sujet qui, comme la toile Ivan le Terrible tue son fils, est lié à la question de la peine de mort,.
Pour rassembler des matériaux préparatoires, il s'adresse au critique Vladimir Stassov, auquel il écrit, dans une lettre datée du 10 septembre 1886 : « n'oubliez-pas, s'il vous plaît, si vous tombez sur quelque chose sur Nicolas de Myre, mettez-le de côté pour moi. J'ai promis d'en peindre une image pour l'église, pour un couvent de ma région natale »,. Répine peindra finalement une grande toile, et en fera une réplique, avec quelques modifications, pour ce couvent.

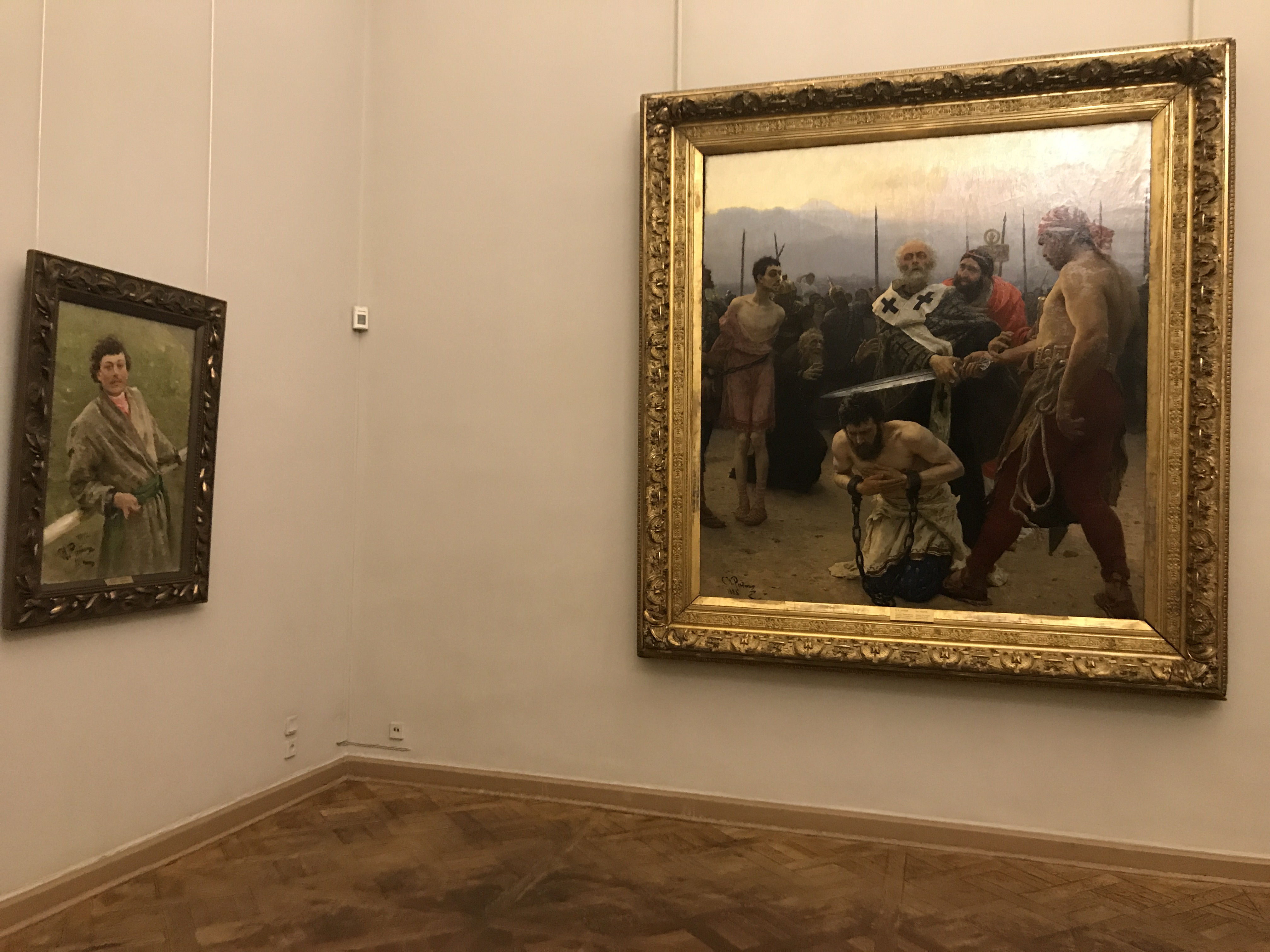
Le tableau Saint Nicolas arrêtant le bourreau au Musée russe.

Texte en italiqueLa toile est achevée en 1888. Son titre russe est Nicolas de Myre sauve de la mort trois condamnés innocents («Николай Мирликийский избавляет от смерти трёх невинно осуждённых»). Elle est montrée en 1889 à la 17e exposition des Ambulants à Saint-Pétersbourg, en même temps que trois autres tableaux de Répine, les portraits de l'acteur Mikhaïl Chepkine (ru) et des compositeurs Alexandre Glazounov et Alexandre Borodine.
Le tableau est acquis par l'empereur Alexandre III. Une « légende » non prouvée, mais souvent reprise dans les ouvrages sur l'histoire du Musée russe soutient que cet achat est l'origine de la décision de l'empereur Alexandre III de fonder ce musée,.
En 1897, la toile est transférée du palais d'Hiver au Musée russe de l'empereur Alexandre III (aujourd'hui, le musée d'État russe, ou le Musée russe), qui vient d'être créé, où elle est toujours,. Elle est accrochée dans la salle no 14 du Palais Mikhaïlovski, où se trouvent d'autres toiles célèbres de Répine, parmi lesquelles Les Cosaques zaporogues écrivant une lettre au sultan de Turquie, et des portraits de Vladimir Stassov, Anton Rubinstein et Ivan Tarkhanov (ru).

## Sujet et description

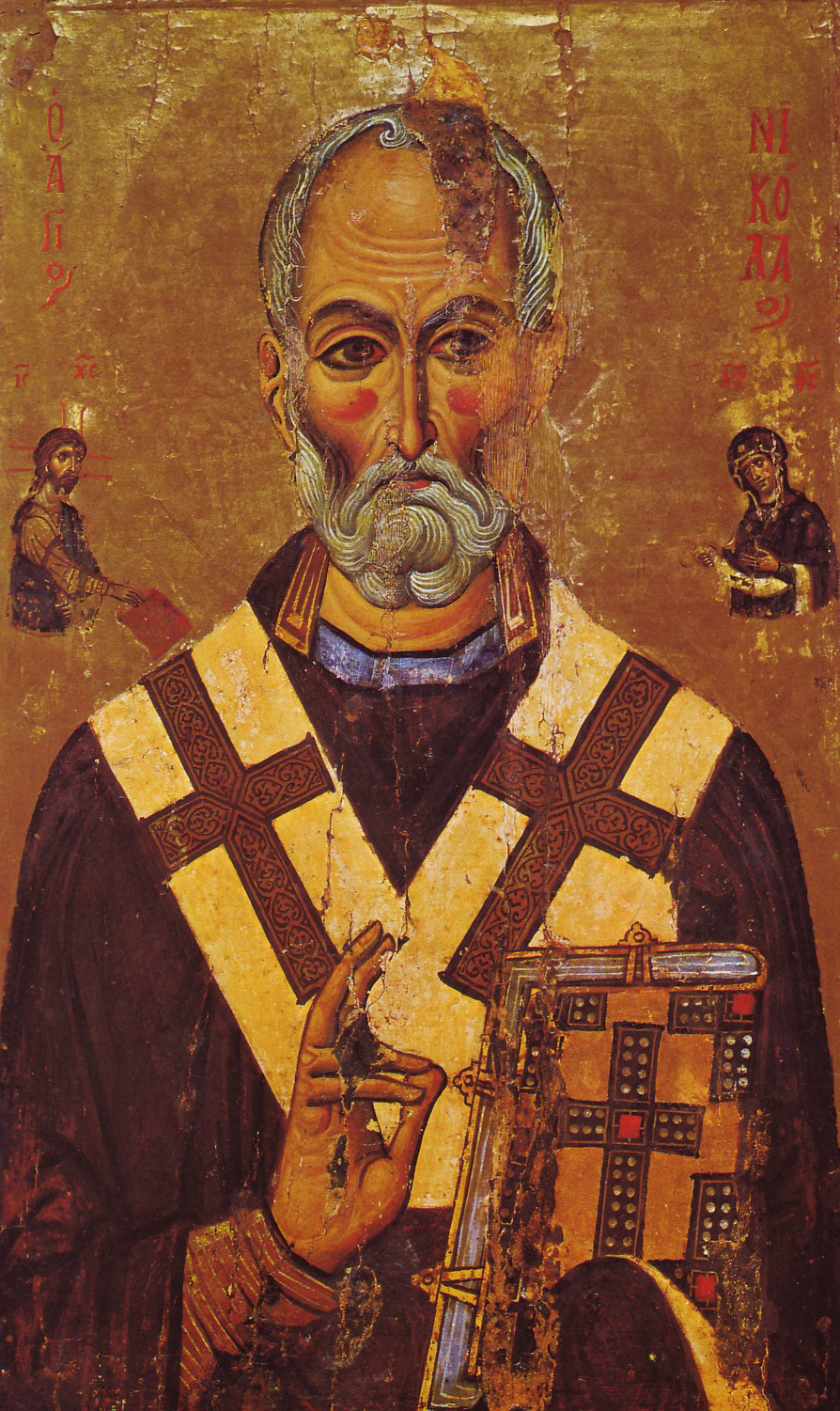
Saint-Nicolas (Icône du XIIIe siècle, Monastère Sainte-Catherine du Sinaï).

Le tableau a pour sujet un des épisodes de la vie de saint Nicolas qui aurait vécu entre 270 et 345 de notre ère. Il se serait déroulé pendant son épiscopat à Myre, ville se trouvant en Lycie et maintenant dans la province d'Antalya en Turquie. L'adjectif lié à ce lieu (Мирликийский, de Myre) apparaît dans le nom russe du saint et dans celui du tableau,.
En voyage, Nicolas de Myre apprend que le gouverneur de cette ville, Eustache, corrompu par des personnes malveillantes, a condamné à mort trois innocents. Souhaitant couper court à une injustice, Nicolas revient rapidement à Myre et se rend dans la plaine de Dioscure, où doit être exécutée la sentence, juste au moment où le bourreau s'apprête à faire son office.
L'historien byzantin du Xe siècle Syméon Métaphraste relate ainsi cet acte dans Vie et actes de notre saint père Nicolas le Thaumaturge:

« Quand le saint vit cela, son regard tourné vers le lieu de l'exécution, à la fois sévère et doux, sans dire un mot, ni hardi, ni brusque, sans avertissement ni hésitation, il courut à toutes forces jusqu'au bourreau, lui arracha sans crainte l'épée de la main, et, sans rien ressentir, il la jeta au sol, et il libéra les condamnés de leurs fers. Personne ne fit obstacle à cet acte souverain … »

C'est précisément l'instant où le saint arrête l'épée du bourreau brandie contre le premier des condamnés que représente Ilia Répine. Il exploite dans sa toile le contraste entre l'inflexibilité de Nicolas, sûr de son droit, l'étonnement du bourreau, l'expression effrayée et adulatrice du gouverneur de la ville, un courtisan byzantin, et les silhouettes et les visages des condamnés, qui ne croient pas en la possibilité de leur salut, « l'un soumis, l'autre perplexe, et le troisième fou d'espoir ».
Bien que l'inspirateur du tableau soit à l'évidence Léon Tolstoï, que Répine fréquente assidument dans cette période,, le visage du saint est peint d'après le poète Apollon Maïkov. Le peintre Nikolaï Kouznetsov pose pour le bourreau, l'écrivain Ieronim Iassinski (ru) pour le condamné à genoux, et l'écrivain symboliste Dimitri Merejkovski pour celui, jeune et chétif, qui attend son tour,.

## Esquisses et répliques
En 1890, Répine peint une seconde version homonyme du tableau. Il en fait don pour l'exposition au profit des paysans victimes de la famine qui a lieu à Moscou en 1891. Elle est acquise par l'industriel et collectionneur Fiodor Terechtchenko (ru),. Par la suite, la collection de Terechtchenko, y compris cette toile, entre dans le musée d'art russe de Kiev, aujourd'hui musée national de peinture de Kiev. Une esquisse de cette version, datant environ de 1889, de 34,2 × 28,7 cm, est conservée au musée russe,.
Répine peint également en 1890 une autre réplique, de 126 × 98 cm, qui se trouve actuellement au Musée d'art de Kharkov,,. C'est celle qu'il destinait au couvent Saint-Nicolas de Striletcha. Le couvent est fermé en 1930, et une grande partie des icônes et des peintures sont dispersées. En 1934 Saint Nicolas arrêtant le bourreau est placée dans la chambre du président du soviet local de Lyptsi, qui ne se presse pas de la rendre, lui épargnant la destruction. Elle est remise à l'État en 1935 et placée au musée de Kharkov.

Différentes versions
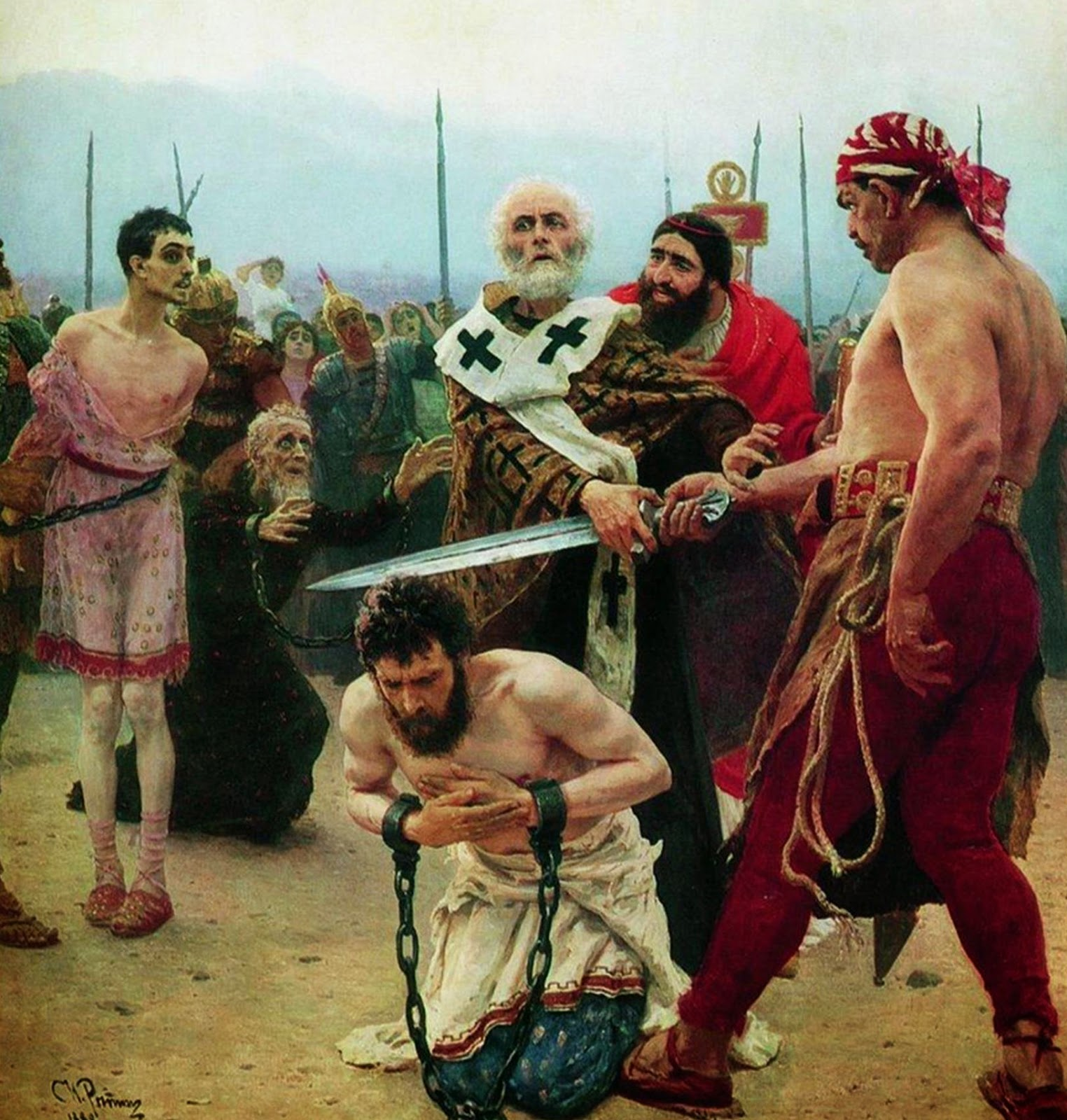
Saint Nicolas arrêtant le bourreau (1888).
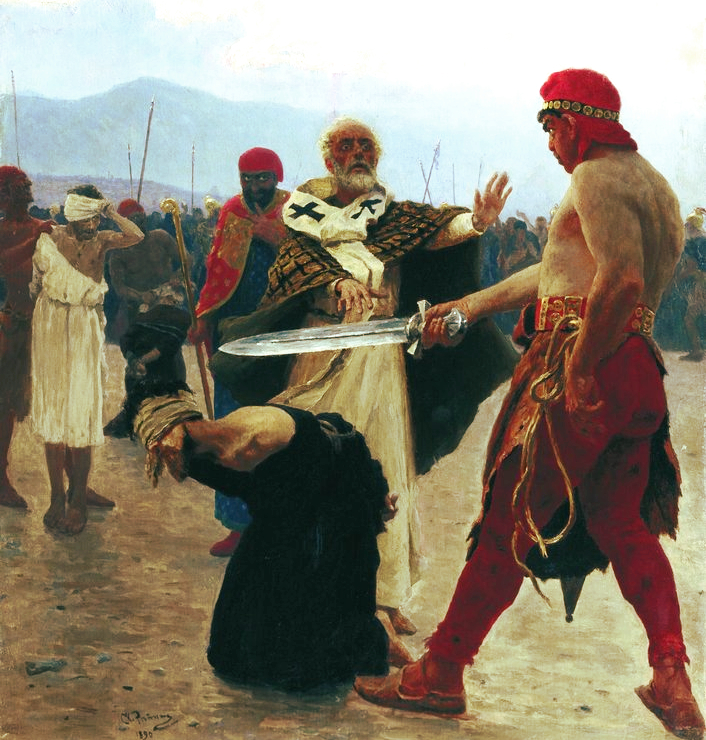
Variante (1890) Musée d'art de Kharkiv (1890)

D'après Galina Ielchevskaïa (ru), les changements apportés par Répine dans ces deux répliques de sa toile peuvent avoir été faits sous l'influence de Léon Tolstoï : « dans la première version du tableau le saint écarte l'épée du bourreau, pour ainsi dire, par une pure action physique, dans les deux suivantes, le peintre met en avant, selon un procédé qu'il affectionne, l'échange de regards, et le bourreau, soumis par la suprématie morale de son vis-à-vis, arrête son mouvement de lui-même ».
Olga Liakovskaïa considère elle que les deux répliques sont moins fortes que le tableau du musée russe : « elles mettent un accent excessif sur l'idée que Nicolas ne s'interpose pas dans le cours des évènements, il ne fait que convaincre ; et l'image tourmentée d'un des condamnés est remplacée par un personnage dont l'expression est différente, plus contenue » .

## Accueil critique et appréciations
Quand la toile est exposée à la 17e exposition des Ambulants, l'écrivain Nicolaï Leskov félicite Répine dans une lettre du 27 février 1889 : « Je salue la grande et indubitable réussite de votre œuvre. Il n'y a rien de meilleur dans cette exposition que votre Saint Nicolas et le portrait de Glazounov. Les louanges vous sont unanimes. Les toiles sont belles, et il ne leur faut rien de plus ».
Dans la même lettre, Leskov rapporte l'opinion du journaliste et critique Alexeï Souvorine, soulignant que Souvorine a été « bouleversé par le Saint Nicolas », et il ajoute que « la foule ne s'éclaircit pas devant la toile, et les commentaires sont curieux et inattendus, par exemple, que vous avez voulu « montrer la primauté de l'Église sur l'État ». S'il est vrai que l'on vous a donné 10 000 [roubles] pour Saint Nicolas, alors c'est peu cher payé ». Leskov fait ici allusion à la somme de 30 000 roubles payée par le ministère du palais impérial pour le grand format d'Henryk Siemiradzki, Phryné aux fêtes de Poséidon à Éleusis.
Après avoir vu la toile, Léon Tolstoï écrit le 21 avril 1889 dans une lettre à Nikolaï Gay, qui exposait également aux Ambulants Le Christ sort avec ses disciples le soir de l'Heure saine dans le jardin de Gethsémani («Выход Христа с учениками с Тайной вечери в Гефсиманский сад») qu'« une admirable illustration de la présence de l'art dans cette exposition, c'est votre toile et celle de Répine. Chez Répine, ce qui est représenté, c'est un homme qui arrête au nom du Christ le châtiment, c'est-à-dire qui accomplit un des actes les plus admirables et les plus importants ».
Plus loin dans cette lettre, Tolstoï, poursuivant l'éloge de la toile de Gay, critique cependant Répine : « Chez R[épine], ce qui est dit est ce qu'il voulait dire, précisément et clairement. C'est ce que l'on pourrait aussi exprimer encore plus précisément par des mots. C'est dit, et rien de plus. Il empêche l'exécution, et alors ? Oui, il l'a empêché. Et après ? Pas grand chose. Ce qui reste ainsi dans le non-dit n'est pas pour le peintre un contenu artistique, n'est pas nouveau, ne lui est pas important. C'est un tableau sans perspective, et tous les personnages se traînent chacun de leur côté ».
Commentant cette appréciation de Tolstoï, Galina Ielchevskaïa écrit que « Répine est captivé par la dimension psychologique de ces « derniers instants » et la transcription réaliste des émotions humaines … il s'affranchit non seulement d'une représentation arrangée de l'histoire, prosélytique et édifiante, mais aussi de tout arrière plan grandiloquent ».
Le peintre et critique Alexandre Benois, remarque dans le chapitre de son livre Histoire de la peinture russe au XIXe siècle consacré à Répine, que le point faible de Saint Nicolas est « une représentation banale du saint, et la caricature des autres personnages », mais il souligne en même temps « un seul point fort, la grimace vile du gouverneur byzantin ».
Le compositeur Boris Assafiev, sous le pseudonyme littéraire d'Igor Glebov qu'il utilisait comme critique, estime quant à lui que, :

« Quand il  [Répine] présenta sa toile Saint Nicolas sauve de la mort trois condamnés innocents à l'exposition des Ambulants de 1889, peu comprirent qu'il ne s'agissait pas de représenter un acte de miséricorde, ni des innocents, mais l'état mental d'hommes sur lesquels on porte l'épée. N'oublions pas le regard de l'un des condamnés, ce regard à l'espoir tremblant et vacillant ! »